# Fédération Béninoise de Handball
Die Fédération Béninoise de Handball (FBHB, deutsch Beninischer Handballverband) ist der Dachverband der Handballvereine im westafrikanischen Staat Benin.

## Geschichte
Gegründet wurde der Verband unter dem ursprünglichen Namen Fédération Dahoméenne de Handball am 12. November 1962, als der vier Jahre zuvor gegründete Staat noch unter Republik Dahomey firmierte. Gründungspräsident in den ersten zehn Jahren des Bestehens war Emile do Rego, der 1972 von dem Militäroffizier Clément Zinzindohoue abgelöst wurde. Nach ihm kamen Théophile Gnansounou (1974), Alphonse Agbayahoun (1979) und Marius Francisco (1981) ins Amt. Letzterer hielt sich 16 auf dieser Position und wechselte danach als Präsident in das Comité National Olympique et Sportif Béninois, das beninische NOK. Sein Nachfolger wurde Eléazar Nahum, der einige Monate vor Ablauf der zweiten Amtszeit im Jahr 2005 starb. Danach übernahmen der Universitätsprofessor Mansourou A. Aremou, Antoine Bonou (2013) und Sidikou Karimou (seit dem 25. September 2021).
Die Fédération Béninoise de Handball richtete 1996 die Afrikameisterschaft der Männer aus, bei welcher die Nationalmannschaft den neunten Platz erreichte. In der IHF-Weltrangliste wird der Verband (mit Stand Dezember 2023) auf Rang 86 geführt.